# Alfred Aho
Alfred Vaino Aho (Timmins, 9 de agosto de 1941) é um cientista da computação canadense, mais conhecido por seu trabalho em linguagens de programação, compiladores e algoritmos relacionados, e seus livros sobre a arte e a ciência da programação de computadores.

## Carreira
É conhecido internacionalmente como co-autor da linguagem de programação AWK, junto com Peter J. Weinberger e Brian Kernighan (o 'A' da linguagem refere-se ao seu sobrenome "Aho"), e sua co-autoria no chamado Livro do Dragão: Compilers: Principles, Techniques, and Tools junto com Ravi Sethi e Jeffrey Ullman (Este livro é uma versão mais abrangente do livro anteriormente já publicado por Aho, Principles of Compiler Design, em co-autoria com Jeffrey Ullman que também era conhecido como Livro do Dragão).  Aho escreveu as versões iniciais das ferramentas Unix egrep e fgrep. Ele é também co-autor (em geral junto com Jeffrey Ullman e/ou John Hopcroft) de uma variedade de livros nas áreas de algoritmos, estruturas de dados e compiladores.
Recebeu o Prêmio Turing 2020.

## Livros (em inglês)
- A. V. Aho and J. D. Ullman, The Theory of Parsing, Translation, and Compiling, Vol. 1, Parsing. Prentice Hall, 1972. ISBN 0-13-914556-7
- A. V. Aho (ed.) Currents in the Theory of Computing. Prentice Hall, 1973. ISBN 0-13-195651-5[6]
- A. V. Aho and J. D. Ullman, The Theory of Parsing, Translation, and Compiling, Vol. 2, Compiling. Prentice-Hall, 1973. ISBN 978-0-13-914564-3
- A. V. Aho, J. E. Hopcroft, J. D. Ullman, The Design and Analysis of Computer Algorithms. Addison-Wesley, 1974. ISBN 0-201-00023-7
- A. V. Aho and J. D. Ullman, Principles of Compiler Design. Addison-Wesley, 1977. ISBN 0-201-00022-9
- A. V. Aho, J. E. Hopcroft, J. D. Ullman, Data Structures and Algorithms. Addison-Wesley, 1983. ISBN 0-201-00023-7
- A. V. Aho, R. Sethi, J. D. Ullman, Compilers: Principles, Techniques, and Tools. Addison-Wesley, Reading MA 1986. ISBN 0-201-10088-6
- A. V. Aho, B. W. Kernighan, and P. J. Weinberger, The AWK Programming Language. Addison-Wesley, 1988. ISBN 978-0-201-07981-4
- A. V. Aho and J. D. Ullman, Foundations of Computer Science. W. H. Freeman/Computer Science Press, 1992. ISBN 978-0-7167-8233-9[7][8]
  - A. V. Aho and J. D. Ullman, Foundations of Computer Science, C Edition. W. H. Freeman, 1995. ISBN 978-0-7167-8284-1
- A. V. Aho, M. S. Lam, R. Sethi, and J. D. Ullman, Compilers: Principles, Techniques, and Tools, Second Edition. Addison-Wesley, 2007. ISBN 978-0-321-48681-3